# Stanford Tischler
Stanford Tischler (* 25. Dezember 1921 in Wilkes-Barre, Pennsylvania; † 15. Januar 2014 in Los Angeles, Kalifornien) war ein US-amerikanischer Filmeditor bei Film und Fernsehen.
Tischler begann seine Karriere bei der Produktionsfirma RKO, wo er kurz nach dem Zweiten Weltkrieg am Tonschnitt für Frank Capras It's a Wonderful Life arbeitete. Den größten Teil seines Lebens arbeitete er für das Fernsehen, anfangs für TV's Reader's Digest, Bachelor Father und andere Sendungen der „Revue Productions“, später für Formate von Ziv Productions wie Abenteuer unter Wasser. Neben seinem Wirken für Peyton Place und Judd for the Defense ist seine mit einem Emmy Award gewürdigte Arbeit – für weitere acht war er nominiert – an der Serie M*A*S*H herauszustellen, deren sämtliche Folgen er schnitt und für die er in 130 Folgen auch als Koproduzent fungierte.

## Filmografie (Auswahl)
- 1953: Der Mann mit zwei Frauen (The Bigamist)
- 1954: Hölle 36 (Private Hell 36)
- 1972–1983: M*A*S*H (M*A*S*H) (Fernsehserie, 256 Folgen)
- 1985: Peyton Place: The next Generation (Fernsehfilm)